# هایلند لیکس (آلاباما)
هایلند لیکس (به انگلیسی: Highland Lakes) شهرکی در شهرستان شلبی ایالت آلاباما است که مساحت آن ۹٫۸۳ کیلومترمربع است و در سرشماری سال ۲۰۱۰ میلادی، ۳٬۹۲۶ نفر جمعیت داشته و تراکم جمعیتی آن، ۳۹۹٫۳۹ در کیلومترمربع بوده است.